# Nordsjön (Rättviks socken, Dalarna)
Nordsjön är en sjö i Rättviks kommun i Dalarna och ingår i Dalälvens huvudavrinningsområde. Sjön har en area på 0,0717 kvadratkilometer och ligger 354,1 meter över havet. Sjön avvattnas av vattendraget Lungsjöån.

## Delavrinningsområde
Nordsjön ingår i det delavrinningsområde (675186-147660) som SMHI kallar för Inloppet i Långsjön. Medelhöjden är 368 meter över havet och ytan är 13,55 kvadratkilometer. Det finns inga avrinningsområden uppströms utan avrinningsområdet är högsta punkten. Lungsjöån som avvattnar avrinningsområdet har biflödesordning 4, vilket innebär att vattnet flödar genom totalt 4 vattendrag innan det når havet efter 282 kilometer. Avrinningsområdet består mestadels av skog (86 procent). Avrinningsområdet har 0,64 kvadratkilometer vattenytor vilket ger det en sjöprocent på 4,8 procent.